# Конка (Франція)
Конка́ (фр. Conca) — муніципалітет у Франції, у регіоні Корсика, департамент Південна Корсика.  Населення — 1159 осіб (01.01.2021).
Муніципалітет розташований на відстані близько 970 км на південний схід від Парижа, 55 км на південний схід від Аяччо.

## Демографія
Динаміка населення (INSEE ):